# 한국계 일본인의 목록
다음은 한국계 일본인(韓國系日本人)의 목록이다.
- 재일 한국인은 재일 한국인의 목록에 있다.

## ㄱ
- 고노 준키(鴻野淳基) 전 일본프로야구 선수, 귀화 전 한국명: 홍순기(洪淳基)
- 강일성(康一成) → 오카야마 가즈나리(일본어: 岡山一成) : 일본 프로축구 선수, 현 나라 클럽 소속
- 강창웅(姜暢雄) → 교 노부오(일본어: 姜暢雄) : 배우, 재일 한국인 3세 출신
- 고일명(高日明) → 마에다 아키라(일본어: 前田日明) : 前 신일본 프로레슬링 소속 프로레슬러, 전 K-1 히어로즈 슈퍼바이저
- 김경홍 → 가네다 마사이치(일본어: 金田正一) : 전 일본 프로야구 선수
- 김박성(金博成) → 김지헌(金知憲) → 가네모토 도모아키(일본어: 金本知憲) : 전 일본 프로야구 선수, 해설자, 한신 타이거스 감독
- 김복자(金福子) → 가네우미 후쿠코(일본어: 金海福子) → 와다 아키코(일본어: 和田アキ子, 구성명:(일본어: 和田現子)) → 이이즈카 아키코(일본어: 飯塚現子, 본명) : 배우, 가수
- 김성종 → 오바라 조지(일본어: 織原城二) : 기업인 출신의 연쇄 살인범, 강간범
- 김용언(金龍彦) → 긴조 다쓰히코(일본어: 金城龍彦) : 일본 프로야구 선수, 현 요코하마 DeNA 베이스타스 소속
- 김윤규(金胤奎) → 다치하라 마사아키(일본어: 立原正秋) : 소설가, 아쿠타가와 상 수상자
- 김의명(金義明) → 가네무라 요시아키(일본어: 金村義明) : 전 일본 프로야구 선수, 해설자
- 김일융(金日融) → 니우라 히사오(일본어: 新浦壽夫) : 전 일본 프로야구 선수, 해설자
- 김지순(金智順) → 예명 치순(ちすん) : 배우, 재일 한국인 3세

## ㅁ
- 모모타 미쓰오(百田光雄) 前 프로레슬링 노아 취체역 부사장, 現 리키 엔터프라이즈 소속 프로레슬러, 역도산의 차남
- 모모타 요시히로(百田義浩) 前 프로레슬링 노아 취체역, 역도산의 장남, 고인(故人)
- 미야비(雅-miyavi-) → 이시하라 다카마사(일본어: 石原貴雅) : 가수, 재일 한국인과 일본인의 혼혈
- 미야코 하루미(都 はるみ) : 가수, 혼혈 (재일 한국인 아버지와 일본인 어머니)
- 미즈사와 에레나(일본어: 水沢エレナ) : 모델, 가수, 혼혈(일본인 아버지와 한국인 어머니)
- 미즈하라 기코(일본어: 水原希子) : 패션 모델 겸 배우, 혼혈(미국인 아버지와 재일 한국인 어머니), 미즈하라 유카의 언니
- 미즈하라 유카(일본어: 水原佑果) : 패션 모델, 혼혈(미국인 아버지와 재일 한국인 어머니), 미즈하라 기코의 동생
- 미야자키 레이카(일본어: 宮崎麗香) : 패션 모델, 혼혈(재일 한국인 아버지와 일본인 어머니, 현재 이혼), 하쿠 신쿤의 딸

## ㅂ
- 박귀홍(朴貴弘) → 아라이 다카히로(일본어: 新井貴浩) : 일본 프로야구 선수, 현 히로시마 도요 카프 소속. 아라이 료타의 친형
- 백건(白健) → 하쿠다 켄(일본어: 白田健) : 백남준의 큰조카, 백남준 저작권 소유주, 지누의 외종숙
- 백진훈(白眞勳) → 하쿠 신쿤(일본어: 白真勲) : 정치가. 민주당 국회의원(참의원), 미야자키 레이카의 친아버지
- 박정현(朴禎賢)→ 박정현 (태권도인)(일본어: 朴禎賢) : 태권도인, 국제태권도연맹 경기위원,국제사범,일본국제태권도햡회 이사,태권도화랑박무관회장

## ㅅ
- 서상복(徐相福) → 다쓰카와 미쓰오(일본어: 達川光男) : 전 일본 프로야구 선수, 해설자
- 손정의(孫正義) → 손 마사요시(일본어: 孫正義) : 기업가. 소프트뱅크(SOFTBANK)그룹 회장
- 송일수(宋一秀) → 이시야마 가즈히데(일본어: 石山一秀) : 전 일본 프로야구 선수, 전 두산 베어스 감독, 두산 베어스 일본 담당 스카우트

## ㅇ
- 엄혜랑(嚴惠浪) → 하야카와 나미(일본어: 早川浪) : 일본 양궁 대표선수
- 오선화(吳善花) → 고젠카(일본어: 呉善花) : 작가, 평론가. 친일적 성향으로 잘 알려져 있다
- 유헌인(劉憲人) → 가네토 노리히토(일본어: 金刃憲人) : 일본 프로야구 선수, 현 도호쿠 라쿠텐 골든이글스 소속
- 윤강지(尹剛志) → 이하라 쓰요시(일본어: 伊原 剛志) : 배우, 재일 한국인 3세 출신
- 윤정순(尹貞順) → 시라이 타카코(일본어: 白井 貴子) : 전 일본 대표팀 배구선수, 재일 한국인 2세 출신
- 이쓰카게 다카노리(일본어: 五影 隆則) : 이데아 창업자, 이희건의 삼남
- 이초자(李初子) → 리 레이센(일본어: 李麗仙) : 배우, 재일 한국인 2세 출신
- 이희철(李稀哲) → 모리모토 히초리(일본어: 森本 稀哲) : 일본 프로야구 선수, 현 사이타마 세이부 라이온스 소속
- 이충성(李忠成) → 리 다다나리(일본어: 李忠成): 일본의 축구 선수, 현 우라와 레드 다이아몬즈 소속
- 이토 유나(일본어: 伊藤 由奈) : 가수, 배우. 혼혈(일본인 아버지와 한국계 미국인 어머니)
- 이와모토 쓰토무(일본어: 岩本 勉) : 전 일본 프로야구 선수, 야구 해설자

## ㅈ
- 정동필(鄭東弼) → 나카지마 켄키치(일본어: 中島 健吉) : 일본의 파친코 기기 제작회사 헤이와(平和) 창업자

## ㅊ
- 최영의(崔永宜) → 오야마 마스다쓰(일본어: 大山倍達) : 일명 최배달, 극진 공수도 창시자.
- 추성훈(秋成勳) → 아키야마 요시히로(일본어: 秋山成勳) : 전 유도선수, 현 격투가. 재일한국인 4세 출신

## ㅋ
- 크리스탈 케이 - 아프리카계 미국인과 재일한국인 3세의 혼혈. 재일교포 4세 출신으로 일본의 R&B 가수

## ㅎ
- 한경자(韓慶子) → 마쓰자카 게이코(ja:松坂慶子): 아버지가 재일한국인 한영명(韓英明), 어머니가 일본인
- 한재우 → 니시하라 교지(ja:西原恭治): 재일한국인 2세 출신, 전 일본 프로야구선수, 전 재일교포 팀 감독
- 한창우(韓昌祐) : 마루한(Maruhan)그룹 회장